# Лаймстоун (Нью-Йорк)
Лаймстоун (англ. Limestone) — переписна місцевість (CDP) в США, в окрузі Каттарогус штату Нью-Йорк. Населення — 358 осіб (2020).

## Географія
Лаймстоун розташований за координатами 42°1′2″ пн. ш. 78°37′53″ зх. д. / 42.01722° пн. ш. 78.63139° зх. д. (42.017267, -78.631327).  За даними Бюро перепису населення США в 2010 році переписна місцевість мала площу 4,23 км², з яких 4,20 км² — суходіл та 0,03 км² — водойми.

## Демографія
Згідно з переписом 2010 року, у селищі мешкало 389 осіб у 162 домогосподарствах у складі 99 родин. Густота населення становила 92 особи/км².  Було 174 помешкання (41/км²).
Расовий склад населення:
| - 98,2 % — білих - 1,0 % — корінних американців - 0,3 % — азіатів |

До двох чи більше рас належало 0,5 %. Частка іспаномовних становила 0,0 % від усіх жителів.
За віковим діапазоном населення розподілялося таким чином: 24,4 % — особи молодші 18 років, 60,4 % — особи у віці 18—64 років, 15,2 % — особи у віці 65 років та старші. Медіана віку мешканця становила 38,9 року. На 100 осіб жіночої статі у селищі припадало 87,9 чоловіків;  на 100 жінок у віці від 18 років та старших — 89,7 чоловіків також старших 18 років.
Середній дохід на одне домашнє господарство  становив 51 965 доларів США (медіана — 45 227), а середній дохід на одну сім'ю — 61 965 доларів (медіана — 52 750). За межею бідності перебувало 12,2 % осіб, у тому числі 4,3 % дітей у віці до 18 років та 12,8 % осіб у віці 65 років та старших.
Цивільне працевлаштоване населення становило 158 осіб. Основні галузі зайнятості: роздрібна торгівля — 27,2 %, освіта, охорона здоров'я та соціальна допомога — 16,5 %, виробництво — 15,8 %.